# Drugi rząd José Maríi Aznara
Drugi rząd José Maríi Aznara – rząd Królestwa Hiszpanii funkcjonujący od kwietnia 2000 do kwietnia 2004.
Gabinet powstał po wyborach w 2000, które ponownie wygrała Partia Ludowa, uzyskując 183 mandaty w 350-osobowym Kongresie Deputowanych. José María Aznar został ponownie zatwierdzony na urzędzie premiera, za jego powołaniem zagłosowali również posłowie Konwergencji i Unii oraz Koalicji Kanaryjskiej. Rząd funkcjonował przez całą czteroletnią kadencję, a po kolejnych wyborach, w których zwyciężyli socjaliści, w kwietniu 2004 został zastąpiony przez pierwszy gabinet José Luisa Zapatero.

## Skład rządu
- Premier: José María Aznar
- Pierwszy wicepremier: Mariano Rajoy (do 2003), Rodrigo Rato (od 2003)
- Drugi wicepremier: Rodrigo Rato (do 2003), Javier Arenas (od 2003)
- Rzecznik prasowy rządu: Pío Cabanillas Alonso (do 2002), Mariano Rajoy (od 2002 do 2003), Eduardo Zaplana (od 2003)
- Minister gospodarki: Rodrigo Rato
- Minister finansów: Cristóbal Montoro
- Minister spraw zagranicznych: Josep Piqué (do 2002), Ana de Palacio (od 2002)
- Minister sprawiedliwości: Ángel Acebes (do 2002), José María Michavila (od 2002)
- Minister obrony: Federico Trillo
- Minister spraw wewnętrznych: Jaime Mayor Oreja (do 2001), Mariano Rajoy (od 2001 do 2002), Ángel Acebes (od 2002)
- Minister robót publicznych: Francisco Álvarez-Cascos
- Minister edukacji, kultury i sportu: Pilar del Castillo Vera
- Minister pracy i spraw społecznych: Juan Carlos Aparicio (do 2002), Eduardo Zaplana (od 2002)
- Minister nauki i technologii: Anna Birulés (do 2002), Josep Piqué (od 2002 do 2003), Juan Costa (od 2003)
- Minister rolnictwa, rybołówstwa i żywności: Miguel Arias Cañete
- Minister ds. prezydencji: Mariano Rajoy (do 2001), Juan José Lucas (2001–2002),  Mariano Rajoy (od 2002 do 2003), Javier Arenas (od 2003)
- Minister administracji publicznej: Jesús Posada (do 2002), Javier Arenas (od 2002 do 2003), Julia García-Valdecasas (od 2003)
- Minister zdrowia i konsumentów: Celia Villalobos (do 2002), Ana Pastor Julián (od 2002)
- Minister środowiska: Jaume Matas (do 2003), Elvira Rodríguez (od 2003)